# Costa de Caparica
Costa de Caparica este un oraș în Almada, Portugalia.
La 30 km. de Lisabona se află Costa de Caparica, o stațiune rustică pe malul Atlanticului.
Stațiunea este una atipică, te poți relaxă pe plaja aproape goală, poți asculta doar valurile oceanului și poți privi surferii – Costa de Caparica este un obligatoriu de văzut dacă ajungeți în Lisabona.